# Пам'ятки археології Калинівського району
У Калинівському районі Вінницької області під обліком перебуває 43 пам'ятки археології.
| №   | Охоронний № | Найменування пам'ятки                           | Пам'яток у комплексі | Адреса          | Дата (епоха)                    | Дата відкриття або виявлення | Автори (дослід.)      | Рішення про взяття під охорону |
| --- | ----------- | ----------------------------------------------- | -------------------- | --------------- | ------------------------------- | ---------------------------- | --------------------- | ------------------------------ |
| 1.  | 87          | Поселення трипільської і зарубинецької культури |                      | с. Байківка     | ІІІ тис. до н.е., І-ІІ ст. н.е. | 1963 р.                      | к. і. н. П.І Хавлюк   | №7520.02.1985 р.               |
| 2.  | 88          | Поселення черняхівської культури                |                      | с. Байківка     | ІІ-IV ст. ст. н.е.              | 1962 р.                      | к. і. н. П.І Хавлюк   | №7520.02.1985 р.               |
| 3.  | 89          | Поселення черняхівської культури                |                      | с. Байківка     | ІІ-IV ст. ст. н.е.              | 1962 р.                      | к. і. н. П.І Хавлюк   | №7520.02.1985 р.               |
| 4.  |             | Поселення черняхівської культури                |                      | с. Байківка     | ІІ-IV ст. ст. н.е.              | 2009 р.                      | Потупчик М.В.         | щойно виявлена                 |
| 5.  | 90          | Слов'янське поселення                           |                      | с. Байківка     | VIII-X ст. ст. н.е.             | 1981 р.                      | к. і. н. П.І Хавлюк   | №7520.02.1985 р.               |
| 6.  | 91          | Поселення черняхівської культури                |                      | с. Глинськ      | ІІ-IV ст. ст. н.е.              | 1962 р.                      | к. і. н. П.І Хавлюк   | №7520.02.1985 р.               |
| 7.  | 92          | Поселення черняхівської культури                |                      | с. Глинськ      | ІІ-IV ст. ст. н.е.              | 1963 р.                      | к. і. н. П.І Хавлюк   | №7520.02.1985 р.               |
| 8.  | 93          | Поселення черняхівської культури                |                      | с. Глинськ      | ІІ-IV ст. ст. н.е.              | 1963 р.                      | к. і. н. П.І Хавлюк   | №7520.02.1985 р.               |
| 9.  | 94          | Слов’янське поселення                           |                      | с. Глинськ      | VI-VII ст. ст. н.е.             | 1962 р.                      | к. і. н. П.І Хавлюк   | №7520.02.1985 р.               |
| 10. | 95          | Слов’янське поселення                           |                      | с. Глинськ      | VI-VII ст. ст. н.е.             | 1982 р.                      | к. і. н. П.І Хавлюк   | №7520.02.1985 р.               |
| 11. | 89          | Слов’янське городище                            |                      | с. Грушківці    | XI-XII                          | 1969 р.                      | к. і. н. П.І Хавлюк   | № 9617.02. 1983 р.             |
| 12. | 345         | Поселення трипільської культури                 |                      | с. Грушківці    | IV-III тис. до н.е.             | 1962 р.                      | к. і. н. П. І. Хавлюк | №9618.02.1983 р.               |
| 13. | 96          | Поселення трипільської культури                 |                      | с. Жигалівка    | IV-III тис. до н.е.             | 1963 р.                      | к. і. н. П.І Хавлюк   | №7520.02.1985 р.               |
| 14. | 97          | Поселення епохи бронзи                          |                      | с. Жигалівка    | XVI-XIV ст. ст. до н.е.         | 1982 р.                      | к. і. н. П.І Хавлюк   | №7520.02.1985 р.               |
| 15. | 98          | Слов'янське поселення                           |                      | с. Жигалівка    | VI-VII ст. ст. н.е.             | 1982 р.                      | к. і. н. П.І Хавлюк   | №7520.02.1985 р.               |
| 16. | 99          | Слов'янське поселення                           |                      | с. Жигалівка    | VI-VII ст. ст. н.е.             | 1982 р.                      | к. і. н. П.І Хавлюк   | №7520.02.1985 р.               |
| 17. | 349         | Ранньослов’янське поселення                     |                      | с. Іванів       | VI-VII ст. ст. н.е.             | 1962 р.                      | к. і. н. П.І Хавлюк   | № 9617.02. 1983 р.             |
| 18. | 100         | Скіфські кургани                                | 2                    | с. Іванів       | V-IV ст. ст. до н.е.            | 1982 р.                      | к. і. н. П. І. Хавлюк | №7520.02.1985 р.               |
| 19. | 101         | Поселення черняхівської культури                |                      | с. Іванів       | ІІ-IV ст. ст. н.е.              | 1962 р.                      | к. і. н. П.І Хавлюк   | №7520.02.1985 р.               |
| 20. | 346         | Поселення трипільської культури                 |                      | с. Кам’яногірка | IV-III тис. до н.е.             | 1965 р.                      | к. і. н. П.І Хавлюк   | № 9617.02. 1983 р.             |
| 21. | 347         | Поселення передскіфського періоду               |                      | с. Кам’яногірка | VIII-VII ст. ст. до н.е.        | 1962 р.                      | к. і. н. П. І. Хавлюк | №9618.02.1983 р.               |
| 22. | 350         | Слов’янське поселення                           |                      | с. Кам’яногірка | X-XI ст. ст. н.е.               | 1975 р.                      | к. і. н. П.І Хавлюк   | № 9617.02. 1983 р.             |
| 23. | 102         | Кургани                                         | 3                    | с. Кам’яногірка | V-IV ст. ст. до н.е.            | 1981 р.                      | к. і. н. П. І. Хавлюк | №7520.02.1985 р.               |
| 24. |             | Слов’янське городище                            |                      | с. Комунарівка  | X-XI ст. ст. н.е.               | 1901 р.                      | Є. Сецинський         | №7520.02.1985 р.               |
| 25. | 87          | Група курганів /32/                             |                      | с. Мізяків      | V- IV ст. ст. до н. е           | 1969 р.                      | В. Д. Гопак           | № 9617.02. 1983 р.             |
| 26. | 103         | Поселення трипільської культури                 |                      | с. Мізяків      | ІІІ тис. до н.е.                | 1955 р.                      | В. Д. Гопак           | №7520.02.1985 р.               |
| 27. | 22          | Курган                                          |                      | с. Нова Гребля  |                                 | 1955 р.                      | В. Д. Гопак           | №8203.04.1990 р.               |
| 28. | 348         | Скіфський курган                                |                      | с. Павлівка     | V-IV ст. ст. до н. е            | 1962 р.                      | к. і. н. П.І Хавлюк   | № 9617.02. 1983 р.             |
| 29. | 104         | Поселення трипільської культури                 |                      | с. Пиків        | ІІІ тис. до н.е.                | 1981 р.                      | к. і. н. П. І. Хавлюк | №9618.02.1983 р.               |
| 30. | 105         | Поселення передскіфського періоду               |                      | с. Пиків        | VIII-VII ст. ст. до н.е.        | 1981 р.                      | к. і. н. П. І. Хавлюк | №9618.02.1983 р.               |
| 31. | 106         | Поселення черняхівської культури                |                      | с. Пиків        | ІІ-IV ст. ст. н.е.              | 1981 р.                      | к. і. н. П.І Хавлюк   | №7520.02.1985 р.               |
| 32. | 107         | Поселення черняхівської культури                |                      | с. Пиків        | ІІ-IV ст. ст. н.е.              | 1963 р.                      | к. і. н. П.І Хавлюк   | №7520.02.1985 р.               |
| 33. | 108         | Слов’янське поселення                           |                      | с. Пиків        | VI-VII ст. ст. н.е.             | 1981 р.                      | к. і. н. П.І Хавлюк   | №7520.02.1985 р.               |
| 34. | 88          | Поселення черняхівської культури                |                      | с. Писарівка    | ІІ-IV ст. ст. н.е.              | 1962 р.                      | к. і. н. П.І Хавлюк   | № 9617.02. 1983 р.             |
| 35. |             | Поселення черняхівської культури                |                      | с. Райки        | ІІ-IV ст. ст. н.е.              | 2008 р.                      | Потупчик М.В.         | щойно виявлена                 |
| 36. |             | Поселення черняхівської культури                |                      | с. Уладівка     | ІІ-IV ст. ст. н.е.              | 2008 р.                      | Потупчик М.В.         | щойно виявлена                 |
| 37. |             | Поселення черняхівської культури                |                      | с. Уладівка     | ІІ-IV ст. ст. н.е.              | 2008 р.                      | Потупчик М.В.         | щойно виявлена                 |
| 38. | 109         | Поселення трипільської культури                 |                      | с. Хомутинці    | IV-III тис. до н.е.             | 1963 р.                      | к. і. н. П.І Хавлюк   | №7520.02.1985 р.               |
| 39. | 110         | Поселення епохи бронзи                          |                      | с. Хомутинці    | XIII-IX ст. ст. до н.е.         | 1963 р.                      | к. і. н. П.І Хавлюк   | №7520.02.1985 р.               |
| 40. | 111         | Поселення черняхівської культури                |                      | с. Хомутинці    | ІІ-IV ст. ст. н.е.              | 1962 р.                      | к. і. н. П.І Хавлюк   | №7520.02.1985 р.               |
| 41. | 112         | Слов’янське поселення                           |                      | с. Хомутинці    | VI-VII ст. ст. н.е.             | 1982 р.                      | к. і. н. П.І Хавлюк   | №7520.02.1985 р.               |
| 42. | 64          | Поселення черняхівської культури                |                      | с. Шепіївка     | ІІ-IV ст. ст. н.е.              | 1963 р.                      | к. і. н. П. І. Хавлюк | №22726.06.1987 р.              |
| 43. | 65          | Поселення черняхівської культури                |                      | с. Шепіївка     | ІІ-IV ст. ст. н.е.              | 1983 р.                      | к. і. н. П. І. Хавлюк | №22726.06.1987 р.              |
|     |             |                                                 |                      |                 |                                 |                              |                       |                                |

## Джерело
- Пам'ятки Вінницької області